# Moon Tae-il
Moon Tae-il (coréen : 문태일), également connue sous le mononyme Taeil, né le 14 juin 1994 à Séoul, est un chanteur sud-coréen connu pour avoir été membre du boy group NCT sous le label SM Entertainment.

## Biographie
Il est membre du groupe sud-coréen NCT et de ses sous-unités NCT U et NCT 127, géré par le label SM Entertainment. Taeil a fait ses débuts en avril 2016 dans l'unité de rotation NCT U et est devenu membre de l'unité basée à Séoul NCT 127 en juillet 2016.
Moon Tae-il est né à Séoul, en Corée du Sud. Il a été accepté au programme de musique appliquée de l'université de Hanyang, Gyeonggi ; en 2013, le programme était considéré comme le programme d'admission précoce le plus compétitif du pays, dépassant le droit et la médecine dans d'autres écoles prestigieuses.
Le 28 août 2024, le label SM Entertainment annonce dans un communiqué l'exclusion de Taeil du groupe NCT dû à son implication dans une affaire pénale liée à un crime sexuel,. Plus tard, le média Chosun Ilbo révèle qu'il serait suspecté, avec deux de ses connaissances, de viol sur une femme étrangère. Le 10 juillet 2025, le tribunal de Séoul le condamne à trois ans et six mois de prison ferme, alors que sept ans avaient été requis par le parquet pour «quasi viol aggravé ».

## Discographie

### Bandes originales
| Année                                                          | Titre                            | Classement | Album                         |
| Année                                                          | Titre                            | COR        | Album                         |
| -------------------------------------------------------------- | -------------------------------- | ---------- | ----------------------------- |
| 2016                                                           | Because of You (단 한 사람)      | —          | The Merchant: Gaekju 2015 OST |
| 2022                                                           | Starlight                        | 30         | Twenty-Five Twenty-One OST    |
| 2023                                                           | Lovey Dovey                      | —          | Love to Hate You OST          |
| 2023                                                           | Bandit                           | —          | Song of the Bandits OST       |
| 2024                                                           | Wave (파랑(波浪))                | —          | Captivating the King OST      |
| 2024                                                           | Stay by my Side (내 곁에 있어요) | —          | Missing Crown Prince OST      |
| "—" indique que le titre ne s'est pas classé dans cette région |                                  |            |                               |